# HNK Borovo Vukovar
HNK Borovo je nogometni klub iz Vukovara, odnosno vukovarske gradske četvrti Borovo Naselje.

## Povijest
Današnji HNK Borovo osnovan je 31. siječnja 1932. godine kao SK Bata Vukovar. SK Bata bio je reklamna momčad tvornice Bata Borovo. Jedno vrijeme klub je koristio ime Vukovarski Amaterski Sportski Klub (V.A.S.K.) no izgradnjom i službenim otvaranjem nogometnog igrališta u Borovu ime V.A.S.K. prestaje se koristiti te je 1934. godine usvojeno ime B.A.T.A. S.K. (Borovski amaterski telovežbački atletski sportski klub). 
U listopadu 1937. osnovana je ženska nogometna sekcija koja je možda bila prva u čitavoj Kraljevini Jugoslaviji.
Bata SK se prije Drugog svjetskog rata natjecao u prvenstvu Osječkog nogometnog podsaveza (1933. – 1939.), zatim u Srpskoj nogometnoj ligi (1939. – 1941.), a tijekom Drugog svjetskog rata u prvenstvu NDH (1941. – 1944.). 
Poslije Drugog svjetskog rata Bata SK mijenja ime u SFD Slaven, a od 1954. godine u NK Borovo. Pod tim imenom klub djeluje sve do 1991. godine, kada se djelatnost kluba prekida zbog Domovinskog rata, a 2005. godine klub se obnavlja i pod imenom HNK Borovo Vukovar (1980-ih godina 20. stoljeća, Borovo Naselje je izdvojeno iz naselja Borovo i postalo gradska četvrt Vukovara, pa je iz tog razloga imenu kluba dodano i ime grada) uključuje u Drugu županijsku nogometnu ligu Vukovarsko-srijemske županije.
Najuspješnije razdoblje u djelovanju kluba bilo je između sredine 1950-ih i sredine 1970-ih. Tada se klub u nekoliko navrata bori za ulazak u Prvu saveznu Ligu, igra više godina u Drugoj saveznoj Ligi i tri put doseže četvrtzavršnicu kupa Maršala Tita.
U Prvu županijsku nogometnu ligu Vukovarsko-srijemske županije HNK Borovo ulazi nakon uspješne sezone 2007./08. i osvajanja 1. mjesta u 2. ŽNL.
Nakon 17. kola u sezoni 2009./10. HNK Borovo odustaje od daljeg natjecanja u Prvoj županijskoj nogometnoj ligi. Kao posljedica toga, od sezone 2010./11. klub se natječe u u trećoj ŽNL NS Vukovar bez većih uspjeha.
HNK Borovo od 2010. godine organizira Memorijalni turnir Blago Zadro.

## Poznati igrači
- Milan Antolković
- Ratimir Car
- Nikola Perlić
- Antun Nagyszombaty
- Slavko Šurdonja
- Stevan Becin
- Mile Stamenković
- Ivan Gotal
- Stanislav Karasi
- Željko Jurčić
- Slavko Baketa
- Ivan Polhert
- Gordan Gotal
- Alojzije Lukić
- Enes Biogradlija
- Ivica Tunjić
- Ante Miše
- Siniša Mihajlović
- Ratomir Dujković
- Ivan Hajar
- Zvonko Popović – Faro
- Petar Popović

## Nastupi u završnicama kupa

### Kup maršala Tita
1948.
- 1. pretkolo: Jovan Crveni Stari Bečej – Slaven Borovo 1:2
- 2. pretkolo: Dinamo Skoplje – Slaven Borovo 1:0

1951.
- pretkolo: Slaven Borovo – Spartak Subotica 0:2

1958./59.
- šesnaestina završnice: Borovo – Sarajevo 1:0
- osmina završnice: Vojvodina Novi Sad – Borovo 2:0

1960./61.
- šesnaestina završnice: Borovo – Trešnjevka Zagreb 2:0
- osmina završnice: Borac Banja Luka – Borovo 0:3
- četvrtzavršnica: Borovo – Varteks Varaždin 0:1

1966./67.
- osmina završnice: Hajduk Split – Borovo 1:0

1967./68.
- osmina završnice: Borovo – Jedinstvo Bihać 6:0
- četvrtzavršnica: Borovo – Crvena zvezda 0:2

1968./69.
- osmina završnice: Borovo – Crvena zvezda 0:2

1971./72.
- osmina završnice: Borovo – Proleter Zrenjanin 1:0
- četvrtzavršnica: Borovo – Dinamo Zagreb 1:2

### Hrvatski nogometni kup
Klub se još nije plasirao u Hrvatski nogometni kup.

## Vanjske poveznice
- Neslužbene Stranice HNK Borovo  Arhivirana inačica izvorne stranice od 16. siječnja 2018. (Wayback Machine)
- Blog navijačke skupine Borovo Brigade
- Županijski nogometni savez Vukovarsko-srijemske županije  Arhivirana inačica izvorne stranice od 2. travnja 2015. (Wayback Machine)